# Unfinished Music No. 1: Two Virgins
Unfinished Music No.1: Two Virgins  je avantgardni album, ki sta ga izdala John Lennon in Yoko Ono leta 1968. To je rezultat celonočnega eksperimentiranja v Lennonovem studiu v Kenwoodu. Njun debitantski album se jemlje ne le kot avantgardna umetnost, ampak tudi kot prvi kover album. Naslovnica albuma prihaja iz občutkov »two innocents, lost in a world gone mad«, zato sta na naslovnici tudi gola.

## Seznam pesmi
Vse pesmi so bile sproducirane iz strani Yoko Ono in Johna Lennona.

### Prva stran (14:14)
1. - "Two Virgins No. 1"
  - "Together" (George Buddy DeSylva-Lew Brown-Ray Henderson)
  - "Two Virgins No. 2"
  - "Two Virgins No. 3"
  - "Two Virgins No. 4"
  - "Two Virgins No. 5"

### Druga stran (15:13)
1. - "Two Virgins No. 6"
  - "Hushabye Hushabye" (neznan avtor)
  - "Two Virgins No. 7"
  - "Two Virgins No. 8"
  - "Two Virgins No. 9"
  - "Two Virgins No. 10"

- Bonus pesem: "Remember Love"